# ميعاد (اسم)
ميعاد اسم علم مؤنث وهو من الأسماء القديمة التي ترجع في أصولها إلى اللغة العربية 

## معنى الاسم
اسم ميعاد له عدة معاني منها :-
1. [3] الصدفة ودون ترتيب موعد معين،
2. اليوم الموعود وهو يوم القيامة
3. وقت الوعد، مكان الوعد، المواعدة[4]

## وروده في القران الكريم
- {وَلَوْ تَوَاعَدْتُمْ لَاخْتَلَفْتُمْ فِي الْمِيعَادِ} سورة الأنفال (42)
- {حَتَّىٰ يَأْتِيَ وَعْدُ اللَّهِ ۚ إِنَّ اللَّهَ لَا يُخْلِفُ الْمِيعَادَ} سورة الرعد (31)
- {رَبَّنَا وَآتِنَا مَا وَعَدْتَنَا عَلَىٰ رُسُلِكَ وَلَا تُخْزِنَا يَوْمَ الْقِيَامَةِ إِنَّكَ لَا تُخْلِفُ الْمِيعَادَ} سورة آل عمران (194)
- {رَبَّنَا إِنَّكَ جَامِعُ النَّاسِ لِيَوْمٍ لَا رَيْبَ فِيهِ ۚ إِنَّ اللَّهَ لَا يُخْلِفُ الْمِيعَادَ} سورة آل عمران (9)
- {وَعْدَ اللَّهِ ۖ لَا يُخْلِفُ اللَّهُ الْمِيعَادَ} سورة الزمر (20)
- {قُلْ لَكُمْ مِيعَادُ يَوْمٍ لَا تَسْتَأْخِرُونَ عَنْهُ سَاعَةً وَلَا تَسْتَقْدِمُونَ} سورة سبأ (30)

## الصفات الشخصية لحاملة اسم ميعاد
- إنسانة صريحة وواضحة وتقول الحق دائمًا[5]
- فتاة بارة بوالديها ولا تفعل أي شيء يغضبهما
- لا تحب الكلام الكثير، ولا تحب أن تتكلم على أي شخص
- تتأنى في كل أمورها ولا بد أن تفكر كثيرًا قبل أن تأخذ أي خطوة
- هي انسانة ذات قلب طيب كما أنها متسامحة لأبعد الحدود
- شخصية مرحة ومُحبّة للحياة، وتسعى دائمًا لنشر الابتسامة على وجوه الأشخاص القريبين منها.
- شخصية ذكية وواثقة من نفسها،
- لها اسلوبها اللبق والمميز في الاعتراض على أي أمر لا يتوافق مع رأيها.
- شخصية منظمة ومرتبة وتحرص على مقتنياتها القديمة ولا تحب التبذير في الأموال.
- تحب الأماكن المزدحمة وتشعر بالطمأنينة مع الناس،
- تكره الوحدة فالوحدة تصيبها بالملل.
- تحبّ الألوان الهادئة والملابس المريحة.[6]

## اسم ميعاد مزخرف
- مۭــېْۧــ؏ــٰا̍د
- ميہعہاد
- مہيہعہأد
- م͠ي͠ع͠آ͠د͠
- م̷ي̷ع̷ٍٵ̷ د̷ِ
- مـ♥̨̥̬̩يعآإد
- ميَعٍآدِ [7]

## شخصيات تحمل اسم (ميعاد)
- ميعاد عواد ممثلة عراقية
- ميعاد مع سوسو (فيلم) فيلم مصري
- من غير ميعاد (مسلسل) مسلسل مصري